# Réserve des primates de Kisimba-Ikobo
Réserve des primates de Kisimba-Ikobo är ett naturreservat för primater i Kongo-Kinshasa, upprättat 2006. Det ligger i provinsen Norra Kivu i den östra delen av landet, 1 500 km öster om huvudstaden Kinshasa.